# Trigos-Preis

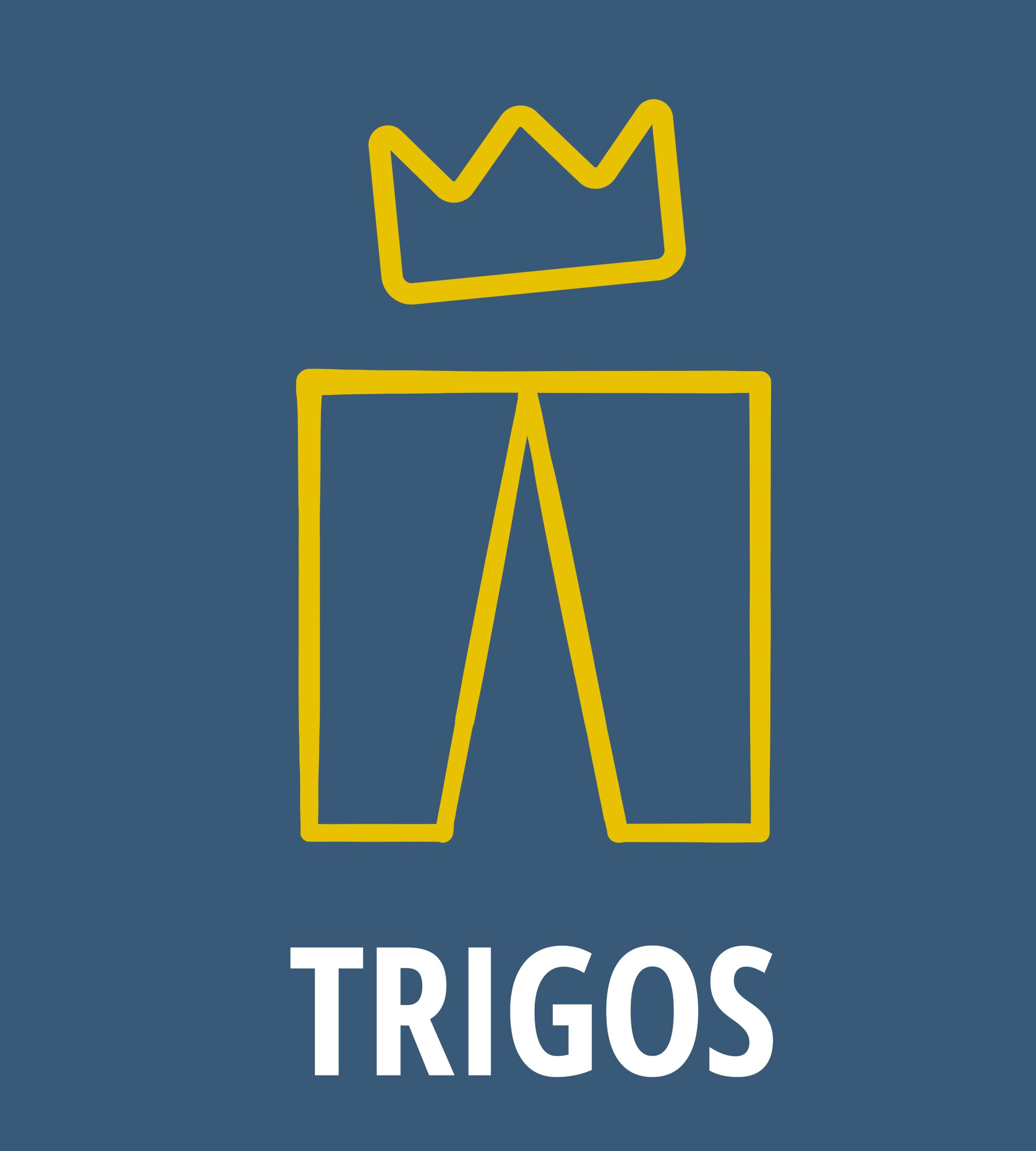
Logo der TRIGOS-Auszeichnung

Der Trigos-Preis (Eigenschreibweise TRIGOS-Preis) ist ein CSR-Preis in Österreich.

## Geschichte
Der Trigos wird seit 2004 sowohl national als auch regional vergeben. Bis zum Jahr 2024 haben rund 3000 Unternehmen Projekte eingereicht und etwa 350 wurden ausgezeichnet. Trägerorganisationen des Trigos 2024 sind die Caritas, das Österreichische Rote Kreuz, der Umweltdachverband, die Industriellenvereinigung, die Wirtschaftskammer, sowie respACT – austrian business council for sustainable development.

## Name
Das Nachhaltigkeitsdreieck mit der ökonomischen, ökologischen und sozialen Seite sollte in die Namensgebung einfließen und so fiel die Entscheidung auf das Kunstwort Trigos. Tri steht für „Drei“ und damit auch für die drei Seiten des Nachhaltigkeitsdreiecks.

## Kategorien
Mit Stand 2019 wurde der Preis wird in sechs Kategorien vergeben:
- Vorbildliche Projekte
- Mitarbeiter-Initiativen
- Internationales Engagement
- Regionale Wertschaffung
- Social Innovation & Future Challenges
- Klimaschutz

### Sonderpreis
Von 2007 bis 2011 wurde zusätzlich ein Sonderpreis für wichtige gesellschaftliche Themen vergeben. Das waren:
- 2007: Chancengleichheit im 21. Jahrhundert
- 2008: Migration und Integration
- 2009: Gleiche Chancen für Frauen und Männer
- 2010: Maßnahmen gegen Armut und soziale Benachteiligung
- 2011: Freiwilligenengagement

### Ehrenpreis
Seit 2018 wird ein Ehrenpreis an eine internationale Persönlichkeit mit herausragendem Engagement für Verantwortung und Zukunftsfähigkeit vergeben:
- 2018: Bas von Abel (Fairphone)
- 2019: Antje von Dewitz (VAUDE)
- 2021: Reinhard Schneider (Werner & Mertz)
- 2022: Christina Opitz, stellvertretende Vorstandssprecherin der GLS Bank eG

## Teilnehmende Bundesländer
Nicht alle Bundesländer nehmen an den regionalen Prämierungen teil. Aktuell (2024)
- Trigos Kärnten (seit 2010)
- Trigos Niederösterreich (seit 2011)[4]
- Trigos Oberösterreich (seit 2012)
- Trigos Steiermark (seit 2010)
- Trigos Tirol (seit 2011)[5]